# Wigeric
Wigeric   (dècada del 870 - 916 ↔ 919) o Vigeric (també esmentat com Wideric o Wederic) fou comte de Bidgau (pagus Bedensis), mort abans del 921/922, amb certs drets comtals sobre la ciutat de Trèveris. Fou també procurador de l'abadia de Saint-Rumolde a Malines, i del monestir d'Hastière que ell mateix havia fundat. A partir de 915/916 fou comte palatí de Lotaríngia.
Després de la mort del rei de Germània Lluís l'Infant, els nobles de la Lotaríngia, rebutjaren la sobirania feudal del seu successor Conrad I per unir-se a Carles el Simple, rei de França Occidental. El poder militar sembla que va quedar en mans de Renyer I d'Hainaut (mort el 915). Després de la mort de Renyer, Wigeric, llavors anomenat comte palatí, assolí l'autoritat a Lotaríngia.
A la seva mort el va succeir com a comte palatí Godofred de Juliers (mort el 949).
Es va casar amb Cunegunda de França (vers 893 - mort després del 923), la filla d'Ermentruda (filla de Lluís el Tartamut i neta de Carles II el Calb reis de França). Els seus fills coneguts són:
- Frederic I (? 978).[2] comte de Bar, després duc d'Alta Lorena
- Adalberó I de Metz (mort el 962), bisbe de Metz
- Gilbert (mort el 964), comte a les Ardennes
- Sigebert, citat en una carta datada el 943
- Gozlí, Gozelí, Gozeló o Goteló I (mort 942/943), comte de Bidgau i de Methingau, casat amb Oda (Uda) de Metz, filla de Gerard I de Metz i d'Oda de Saxònia, que foren pares de:
- Renyer de Bastogne, pare del bisbe Adalberó de Laon
- Godofreu el Captiu o el Vell, comte de Verdun.
- Adalberó, arquebisbe de Reims (mort el 989)
- Sigifred, comte de Luxemburg.

En algunes genealogies s'esmenten altes fills possibles com un cert Enric i la seva germana Liutgarda que hauria estat l'esposa d'Adalbert I de Metz († 944), i després d'Eberard IV comte de Nordgau.